# Sourdeval
Sourdeval är en kommun i departementet Manche i regionen Normandie i norra Frankrike. Kommunen ligger i kantonen Sourdeval som tillhör arrondissementet Avranches. År 2018 hade Sourdeval 2 716 invånare.

## Befolkningsutveckling
Antalet invånare i kommunen Sourdeval
| Referens: INSEE |